# Rossa (Włochy)
Rossa – miejscowość i gmina we Włoszech, w regionie Piemont, w prowincji Vercelli.
Według danych na rok 2004 gminę zamieszkiwało 185 osób, 16,8 os./km².